# Xa lộ Liên tiểu bang 45
Xa lộ Liên tiểu bang 45 (tiếng Anh: Interstate 45 hay viết tắt là I-45) là một xa lộ liên tiểu bang "nội tiểu bang", nằm hoàn toàn bên trong tiểu bang Texas. Nó nối liền các thành phố Dallas và Houston, tiếp tục theo hướng đông nam từ Houston đến Galveston, một thành phố nằm bên trong Vịnh Mexico. Xa lộ Liên tiểu bang 45 là xa lộ liên tiểu bang nội bang duy nhất có chữ số cuối là 5 hay 0 (0 hay 5 là xa lộ liên tiểu bang chính yếu).
I-45 thay thế Quốc lộ Hoa Kỳ 75 trên toàn tuyến đường dài mặc dù các đoạn của quốc lộ vẫn còn nằm song song với I-45 cho đến khi bị loại bỏ ở phía nam phố chính của thành phố Dallas vào năm 1987. Tại điểm đầu phía nam của I-45, Xa lộ Tiểu bang 87 (trước kia từng là một phần của Quốc lộ Hoa Kỳ 75) tiếp tục đi vào phố chính của Galveston. Điểm đầu phía bắc nằm tại Xa lộ Liên tiểu bang 30 trong phố chính của Dallas, là nơi Quốc lộ Hoa Kỳ 75 từng sử dụng Xa lộ cao tốc Good-Latimer. Một đoạn đường ngắn tiếp theo khi Xa lộ Liên tiểu bang 45 vượt lên cao, được cắm biển là một phần của Quốc lộ 75 nhưng chính thức là Xa lộ Liên tiểu bang 345, tiếp tục đi hướng bắc để nhập với điểm đầu của Quốc lộ Hoa Kỳ 75. Xe cộ có thể dùng Xa lộ nhánh 366 để kết nối đến Xa lộ Liên tiểu bang 35E tại điểm đầu phía bắc của I-345.
Đoạn đường của I-45 giữa phố chính của Houston và thành phố Galveston được cư dân gọi là Xa lộ cao tốc Gulf (Gulf có nghĩa chỉ Vịnh Mexico vì đoạn đường này đi về hướng vịnh).  Đoạn đường ngắn trên cao của I-45 mà tạo thành ranh giới phía nam của phố chính Houston được biết với tên gọi là "Pierce Elevated" theo tên của đường phố nằm gần nơi xa lộ chạy qua trong khi ở phía bắc Xa lộ Liên tiểu bang 10 thì I-45 có tên là Xa lộ cao tốc North (North có nghĩa chỉ nằm phía bắc I-10). I-45 và I-345 trong vùng Dallas, ở phía bắc nút giao thông lập thể với Xa lộ Liên tiểu bang 20 và Xa lộ Tiểu bang 310 (xa lộ của là Quốc lộ Hoa Kỳ 75), được gọi là Xa lộ cao tốc Julius Schepps. Cả hai Xa lộ cao tốc Gulf và Xa lộ cao tốc North đều có các làn xe có thể đổi chiều dành riêng cho xe cộ chở nhiều người và xe buýt đi ra và vào phố chính Houston.

## Mô tả xa lộ
Ngoài các thành phố chính thức có tên trên các biển chỉ dẫn là Galveston, Houston, và Dallas, I-45 còn phục vụ một số cộng đồng khác trong đó có La Marque, League City, Spring, The Woodlands, Conroe, Willis, Huntsville, Madisonville, Centerville, Buffalo, Fairfield, Corsicana, và Ennis.
Quốc lộ Hoa Kỳ 190 nhập với I-45 khoảng 26 dặm (42 km) từ Huntsville, Texas đến Madisonville, Texas. Quốc lộ Hoa Kỳ 287 nhập với I-45 khoảng 18 dặm (29 km) từ Corsicana, Texas đến Ennis, Texas.  Các biển dấu của Quốc lộ Hoa Kỳ 287 chỉ được dựng trên đoạn đường trùng với I-45 từ điểm đầu phía bắc của Xa lộ Thương mại 45 tại Corsicana đến ranh giới Quận Ellis.

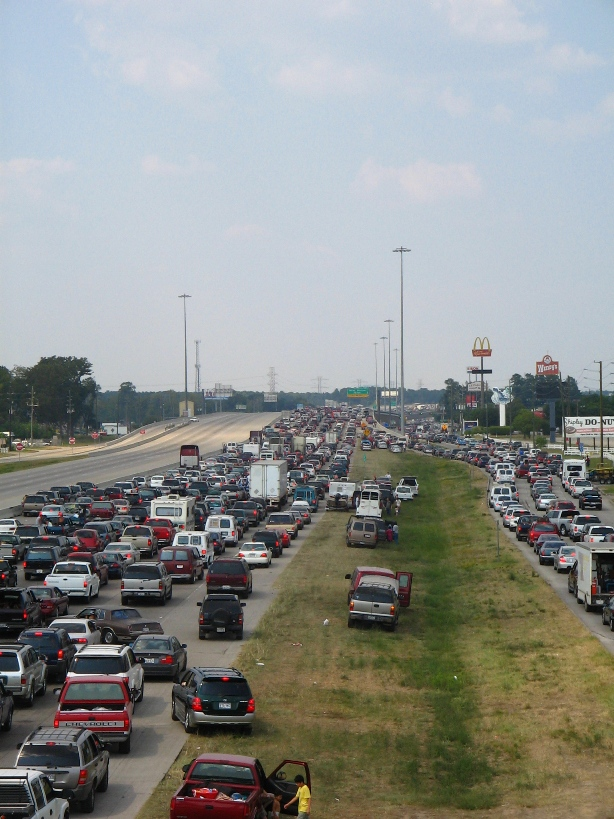
Di tản Bão Rita đoạn từ cầu vượt Lộ Louetta (lối ra số 68)

Xa lộ Liên tiểu bang 45 được nổi danh suốt thời gian có Bão Rita năm 2005. Hàng ngàn người trong vùng Houston di tản đã làm tắc nghẽn xa lộ khi tìm cách rời khỏi khu vực. Kết quả là xa lộ cao tốc trở thành một bãi đậu xe. Các trạm xăng cạn kiệt và hàng trăm xe cộ hết xăng phải nằm đường, khiến cho nhiều người lái xe phải ngũ qua đêm dọc bên đường. Đoạn đường bốn tiếng đồng hồ bổng dưng thành đoạn đường lái xe 24 tiếng đồng hồ. Mặc dù Bộ Giao thông Texas đã bắt đầu chuyển đổi tất cả các làn xe hai chiều thành 1 chiều tại FM 1488 nhưng vẫn không giảm bớt được nạn kẹt xe sâu vào thành phố.
I-45 chỉ dài khoảng 284.913 dặm (458.523 km), là xa lộ liên tiểu bang chính yếu (chữ số tận cùng bằng 0 hay 5 là chính yếu) ngắn nhất và cũng là xa lộ liên tiểu bang chính yếu nằm hoàn toàn trong một tiểu bang.

### Xa lộ cao tốc Gulf
Đoạn đường của I-45 nối liền thành phố Galveston với Houston có tên gọi là Xa lộ cao tốc Gulf (Gulf có nghĩa chỉ Vịnh Mexico). Đây là xa lộ cao tốc đầu tiên được xây dựng tại tiểu bang Texas—thông xe trong nhiều giai đoạn, bắt đầu vào ngày 1 tháng 10 năm 1948 cho đến khi hoàn thành toàn tuyến vào năm 1952. Đây là một phần của Quốc lộ Hoa Kỳ 75. Tại đầu phía bắc (tại thành phố Houston), nó nối đến Xa lộ cao tốc North qua đoạn đường ngắn đi trên cao có tên là Pierce Elevated, được hoàn thành năm 1967.
Sau vài nút giao thông khác mức, I-45 vượt qua Đường đê Galveston và  đi qua Đảo Tiki. Nơi tách ra với Xa lộ Tiểu bang 6 và Xa lộ Tiểu bang 146 là nơi bắt đầu của Xa lộ cao tốc Gulf; Quốc lộ Hoa Kỳ 75 củ nằm phía nam điểm giao tiếp này đã được nâng cấp.
Xa lộ cao tốc Gulf tương đối chạy song song với Xa lộ Tiểu bang 3 (cựu Quốc lộ Hoa Kỳ 75) khoảng 1 dặm (1.5 km) ở phía tây, đi phía ngoài thành phố La Marque, Dickinson và South Houston. Nó cũng có một số nút giao thông lập thể với một số xa lộ cao tốc khác: như Xa lộ cao tốc Emmett F. Lowry, Lộ NASA 1 và Xa lộ thu phí Sam Houston, gặp đầu phía bắc của Xa lộ Tiểu bang 3 tại đông nam Houston.

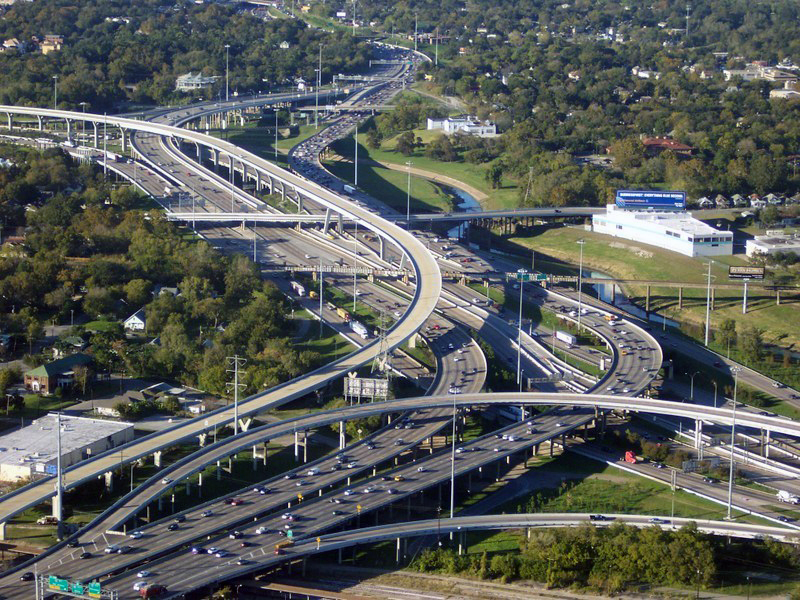
I-45 và I-10 cạnh phố chính của Houston

Tại Houston, I-45 gặp Xa lộ Liên tiểu bang 610 và Xa lộ Tiểu bang 35 tại nút giao thông lập thể. Tại nơi nhập với xa lộ cao tốc nhánh số 5 đi đến Đại học Houston, các xa lộ cao tốc trên cao bắt đầu tại đây. Các xa lộ trên cao và làn xe dành cho xe chở nhiều người kết thúc tại Phố Dowling, đây là điểm cuối khi trước của Xa lộ cao tốc Gulf. Qua khỏi Phố Dowling là nút giao thông lập thể với Quốc lộ Hoa Kỳ 59 (Xa lộ cao tốc Eastex và Xa lộ cao tốc Southwest) và Xa lộ Tiểu bang 288 (Xa lộ cao tốc South). Đoạn sau đó của I-45 trở thành Xa lộ cao tốc North (North có ý nói nằm về phía bắc Xa lộ Liên tiểu bang 10) khi nó chạy dọc nữa phía tây bắc của dãy phố giữa Phố Pierce và Phố Gray và được gọi là "Xa lộ cao Pierce".
Làn xe dành cho xe chở nhiều người, có thể đổi chiều được, bắt đầu tại phố chính Houston ở điểm giao cắt của Xa lộ Công viên St. Joseph và Phố Dowling, có lối dễ dàng để đi vào Xa lộ Công viên St. Joseph và lối ra từ Phố Pierce. Làn xe này chạy ngay trong dải phân cách giữa của Xa lộ cao tốc Gulf, phần lớn trên cùng mặt đường với các làn xe chính của Xa lộ cao tốc Gulf. Các nhánh đường dẫn được cung cấp lối ra và vào từ các lộ sau đây:
- Trung tâm Trung chuyển Eastwood — có cả lối ra vào
- Xa lộ Liên tiểu bang 610 phía bắc con lộ chạy cặp xa lộ cao tốc — có cả lối ra và vào
- Lộ Monroe và Khu đậu xe cá nhân và đón xe công cộng cũng tên là Monroe — có cả lối ra và vào
- Khu đậu xe cá nhân và đón xe công cộng Fuqua và Khu đậu xe cá nhân và đón xe công cộng South Point — có cả lối ra và vào
- Các con lộ chạy cặp xa lộ cao tốc ở phía bắc Lộ Dixie Farm - về phía phố chính

### Xa lộ cao tốc North
Đoạn có làn xe dành cho xe chở nhiều người trên Xa lộ cao tốc North bắc đầu tại phố chính Houston gần Đại học Houston, có lối dễ dàng cho xe cộ đi vào Phố Milam và lối ra trên Phố Travis.  Các nhánh chuyển đường và các lối vào tạo lối ra vào từ các lộ sau đây:
- Chỉ chiều đi hướng tây của Xa lộ Liên tiểu bang 10 có cả lối ra và vào
- Phố Quitman — có cả lối ra và vào
- Đường Airline (đến lộ Crosstimbers) - có cả lối ra và vào
- N. Shepherd (đến Khu đậu xe cá nhân và đón xe công cộng N. Shepherd) - có cả lối ra và vào
- Lộ Nông trại đến Chợ 525 (Lộ Aldine-Bender) - có cả lối ra và vào
- Khu đậu xe cá nhân và đón xe công cộng Kuykendahl — có cả lối ra và vào
- Lộ Nông trại đến Chợ 1960 (đến Khu đậu xe cá nhân và đón xe công cộng Spring) - có cả lối ra và vào

Làn xe dành cho xe chở nhiều người kết thúc khoảng 1 dặm ở phía bắc lối ra Xa lộ Công viên Cypress Creek (FM1960).

### Xa lộ cao tốc Schepps
Đoạn đường của I-45 dọc theo Xa lộ cao tốc Julius Schepps trong thành phố Dallas, từ Sông Trinity đến phố chính Dallas, chạy phía trên cao khi đi qua các vùng lân cận gần như hết cả đoạn đường của nó. Chính vì vậy khi bão tuyết xảy ra trong vùng Dallas (thường thường trung bình có từ 1 đến 2 lần mỗi năm), xa lộ này bị đóng và lưu thông bị đổi đường đến Xa lộ Tiểu bang 310 và Quốc lộ Hoa Kỳ 175 là hai xa lộ chạy song song với I-45.

### Xa lộ Liên tiểu bang 345
I-345 chỉ dài 1,4 dặm  (2,3 km) và nối điểm cuối của I-45 đến điểm cuối của US 75 dọc theo phía đông khu vực phố chính của Dallas. Nó được cắm biển là Quốc lộ Hoa Kỳ 75 cho chiều đi hướng bắc và là I-45 cho chiều đi hướng nam.